# 易卜拉欣·穆罕默德·萨利赫
易卜拉欣·穆罕默德·萨利赫（阿拉伯语：‎；1964年5月4日—），馬爾代夫政治家。他於2011年起擔任馬爾代夫民主黨的國會黨團領袖。於2018年馬爾代夫總統選舉作為反對黨候選人，擊敗阿卜杜拉·亚明，以58.38%得票率當選為馬爾代夫總統。他是马尔代夫的第七任总统，也是该国第三位民主选举产生的总统（穆罕默德·纳希德和阿卜杜拉·亚明之后）。萨利赫同時也是第一位出生在北部珊瑚区的马尔代夫总统。

## 早期和个人生活
萨利赫出生在Hinnavaru岛，但年轻时就搬到马尔代夫首都马累接受教育，此后他一直居住在那裡。他是家裡13个孩子中的一个。他与Fazna Ahmed结婚，他们有一个名叫Sarah的女儿和一个名叫Yaman的儿子。
萨利赫是前总统穆罕默德·纳希德最亲密的朋友之一，他也是萨利赫的妻子Fazna的第一代堂兄。索利赫和纳希德总统在马尔代夫建立多党民主方面发挥了重要作用。萨利赫是该党的高级人物，并于2009年率领马尔代夫民主党（MDP）的第一个议会小组。

## 教育和商业生涯
萨利赫在马累的Majeedhiyya学校完成了中学教育。在上学期间，他是一名受欢迎的学生，并参加了几项特别适用于体育运动的学校活动。在开始从事政治生涯之前，萨利赫是一名记者，曾在国家广播公司和反对派杂志工作过。

## 政治生涯
萨利赫于1994年首次当选为议会议员，年龄为30岁，是他家乡Faadhippolhu的议员。萨利赫在2003年至2008年马尔代夫民主党（MDP）和马尔代夫政治改革运动的组建中发挥了主导作用，这使得该国在历史上首次采用了新的现代宪法和多党民主制。
萨利赫自2011年以来一直担任马尔代夫民主党（MDP）的议会组长。
2018年，萨利赫被选为新总统候选人，並试图在2018年大选中取代现任总统阿卜杜拉·亚明。